# Copa CONMEBOL 1998
Navigation
Édition précédente Édition suivante
La Coupe CONMEBOL 1998 est la septième édition de la Copa CONMEBOL, qui est disputée par les meilleurs clubs des nations membres de la CONMEBOL non qualifiées pour la Copa Libertadores. Toutes les rencontres sont disputées en matchs aller et retour. La règle des buts marqués à l'extérieur en cas d'égalité à la fin du match retour n'est pas appliquée.
Cette édition voit le sacre du Santos FC du Brésil qui bat les Argentins du CA Rosario Central en finale. C'est le premier titre du club dans cette compétition alors que Rosario joue sa deuxième finale après son succès en 1995.

## Huitièmes de finale
| Équipe 1          | Résultat      | Équipe 2                    | Aller | Retour |
| ----------------- | ------------- | --------------------------- | ----- | ------ |
| Santos FC         | 3 - 3 3-2 tab | Once Caldas                 | 2 - 1 | 1 - 2  |
| LDU Quito         | 6 - 2         | FBC Melgar                  | 3 - 1 | 3 - 1  |
| Sampaio Corrêa    | 3 - 1         | América Futebol Clube       | 0 - 0 | 3 - 1  |
| Deportes Quindio  | 4 - 3         | Deportivo Italia            | 2 - 2 | 2 - 1  |
| Audax Italiano    | 1 - 2         | CA Rosario Central          | 0 - 2 | 1 - 0  |
| CSD Huracán Buceo | 4 - 1         | CA River Plate              | 0 - 0 | 4 - 1  |
| Club Cerro Corá   | 2 - 2 2-4 tab | Clube Atlético Mineiro'T'   | 2 - 2 | 0 - 0  |
| Jorge Wilstermann | 1 - 1 4-2 tab | Gimnasia y Esgrima La Plata | 0 - 0 | 1 - 1  |

## Quarts de finale
| Équipe 1                  | Résultat | Équipe 2          | Aller | Retour |
| ------------------------- | -------- | ----------------- | ----- | ------ |
| Santos FC                 | 5 - 2    | LDU Quito         | 2 - 2 | 3 - 0  |
| Sampaio Corrêa            | 2 - 0    | Deportes Quindio  | 1 - 0 | 1 - 0  |
| CA Rosario Central        | 5 - 2    | CSD Huracán Buceo | 3 - 2 | 2 - 0  |
| 'Clube Atlético MineiroT' | 4 - 1    | Jorge Wilstermann | 3 - 1 | 1 - 0  |

## Demi-finales
| Équipe 1           | Résultat | Équipe 2                | Aller | Retour |
| ------------------ | -------- | ----------------------- | ----- | ------ |
| Santos FC          | 5 - 1    | Sampaio Corrêa          | 0 - 0 | 5 - 1  |
| CA Rosario Central | 2 - 1    | Clube Atlético MineiroT | 1 - 1 | 1 - 0  |

## Finale
| Entraîneur : |
| Émerson Leão |

| Entraîneur :  |
| Edgardo Bauza |

| Entraîneur : |
| Émerson Leão |

| Entraîneur :  |
| Edgardo Bauza |

| Entraîneur :  |
| Edgardo Bauza |

| Entraîneur : |
| Émerson Leão |

| Entraîneur :  |
| Edgardo Bauza |

| Entraîneur : |
| Émerson Leão |